# Bezirk La Vallée
Der Bezirk La Vallée (französisch District de la Vallée) war bis zum 31. August 2006 eine Verwaltungseinheit im Kanton Waadt in der Schweiz. 
Er umfasste das Gebiet des Vallée de Joux. Hauptort war Le Sentier, das zur Gemeinde Le Chenit gehört. Der Bezirk war in die Kreise (französisch cercles) Le Chenit und Le Pont aufgeteilt.
Der Bezirk bestand aus lediglich drei Gemeinden, war 163,61 km² gross und zählte 6238 Einwohner (Ende 2006).
| Name der Gemeinde    | Einwohner (31. Dez. 2006) | Fläche in km² | Einw. pro km² | Kreis (Cercle) |
| -------------------- | ------------------------- | ------------- | ------------- | -------------- |
| Le Chenit            | 4107                      | 99,19         | 41            | Le Chenit      |
| L’Abbaye             | 1289                      | 31,88         | 40            | Le Pont        |
| Le Lieu              | 842                       | 32,54         | 26            | Le Pont        |
| Bezirk La Vallée (3) | 6238                      | 163,61        | 38            | (2)            |

## Veränderungen im Gemeindebestand

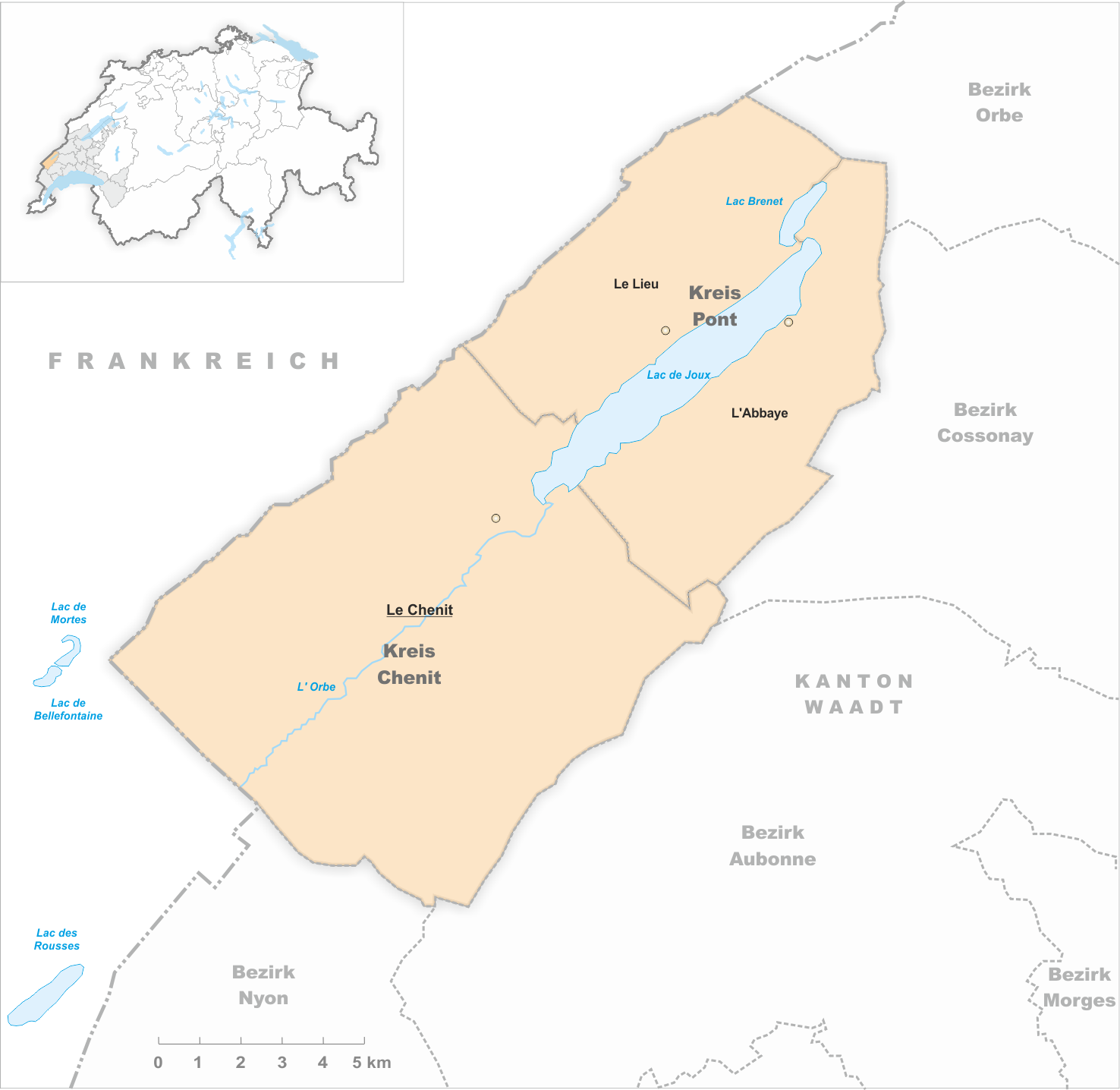
Gemeinden bis 2006

- 1. September 2006: Bezirkswechsel aller Gemeinden des Bezirks La Vallée → Bezirk Jura-Nord vaudois